# Юкье, Габриэль
Габриэ́ль Юкье́ (фр. Gabriel Huquier; 7 мая 1695, Орлеан — 11 июня 1772, Париж) — французский рисовальщик-орнаменталист стиля рококо, декоратор, резчик по дереву, живописец, гравёр на меди, издатель и коллекционер. Известен главным образом своими гравюрами по рисункам и живописным оригиналам Антуана Ватто.

## Биография
В 1772 году Габриэль Юкье переехал в Париж из Орлеана и открыл мастерскую «Под гербом Англии» (Aux armes d’Angleterrе) на улице Сен-Дени, недалеко от Гранд-Шатле. В 1734 году он выгравировал первую гравюру Франсуа Буше «Андромеда», за которой последовали многие другие. Всего Юкье опубликовал более восьмидесяти гравюр Буше, включая его китайские серии (шинуазри). Юкье гравировал по живописным оригиналам Франсуа Буше, рисункам Антуана Ватто, Клода Жилло, Жака де Лажу, Жиль-Мари Оппенора, Жюста-Ореля Мейссонье, Николя Пино. Этим он способствовал распространению стиля рококо далеко за пределами Франции и известности выдающихся французских художников.
Известно также десять гравированных альбомов его собственных проектов оформления дворцовых интерьеров в стиле рококо. Габриэль Юкье активно работал до 1761 года, когда он ушёл от дел и сосредоточился на коллекционировании рисунков и эстампов. Он владел большой коллекцией рисунков и гравюр и его дом был открыт в определенные дни недели для всех желающих, художников и любителей искусства. Произведения из его собрания появлялись на аукционах в Амстердаме (1761), Париже (1771) и на распродаже после его смерти в Париже в 1772 году.
Его сын Жак-Габриэль Юкье («Юкье-сын», 1730—1805), также гравёр, издатель и торговец гравюрами, 30 ноября 1758 года женился на Анн-Луизе Шеро, дочери гравера Жака Шеро. Жак-Габриэль Юкье уехал из Франции в Англию, оставив жену и детей. Он создавал гравюры в тех же жанрах и стиле, что и его отец, а также выполнил множество портретов и видов городов.

## Галерея

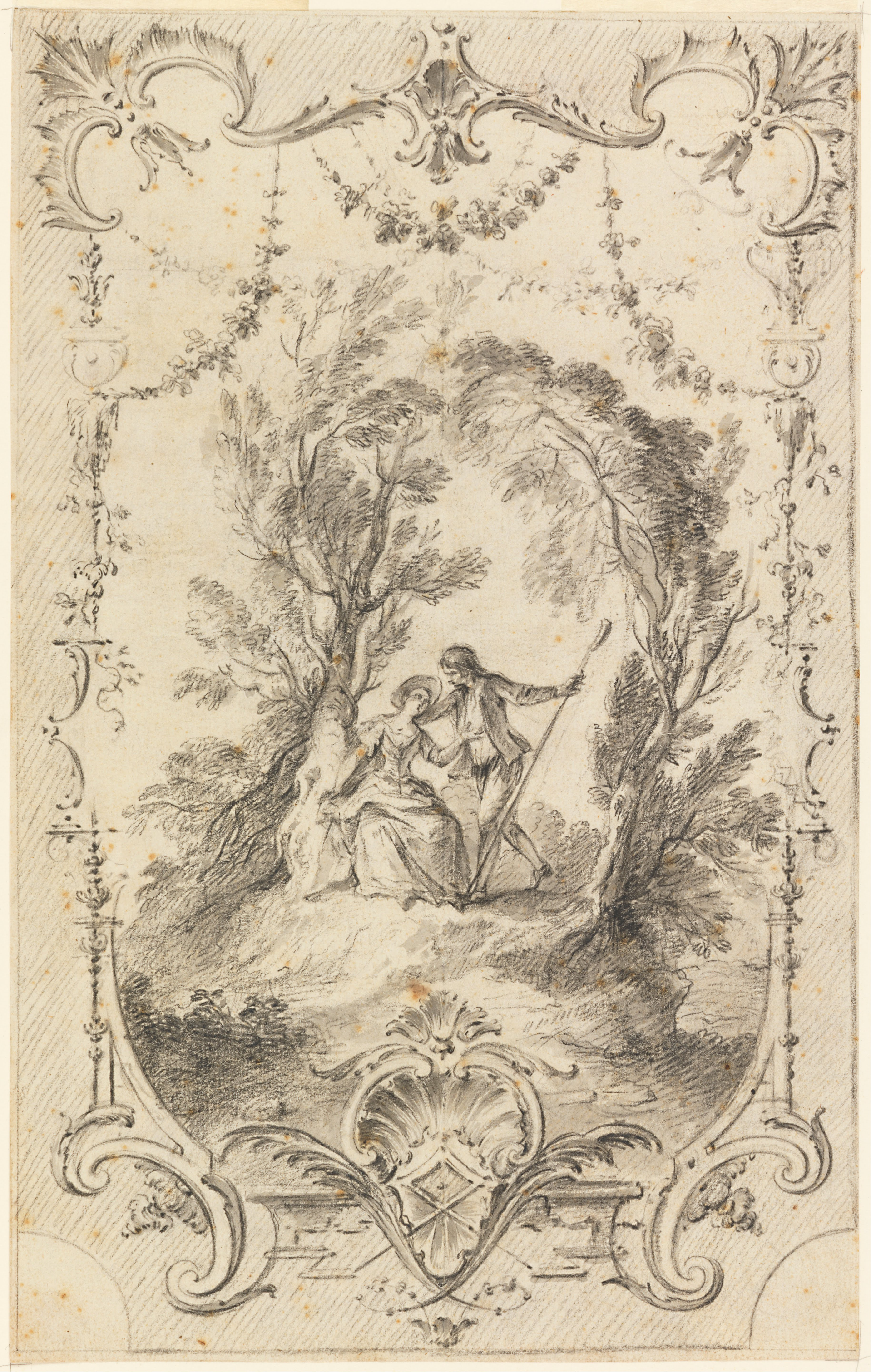
Игарский пастух. Подготовительный рисунок к офорту по оригиналу А. Ватто. 1739. Чёрный мел, тушь, кисть, перо
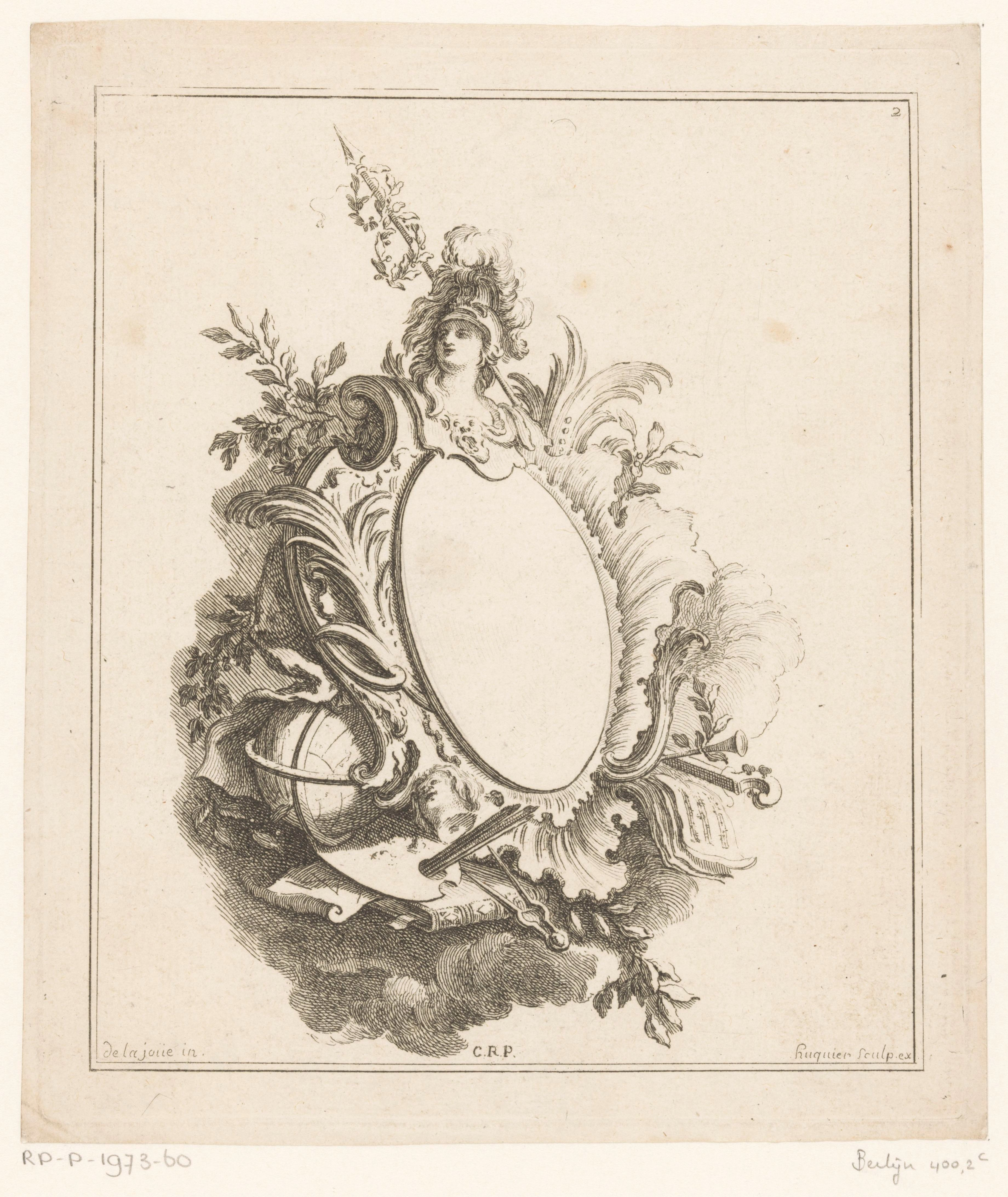
Картуш с Минервой. Из серии «Книга картушей». 1705—1761. Офорт
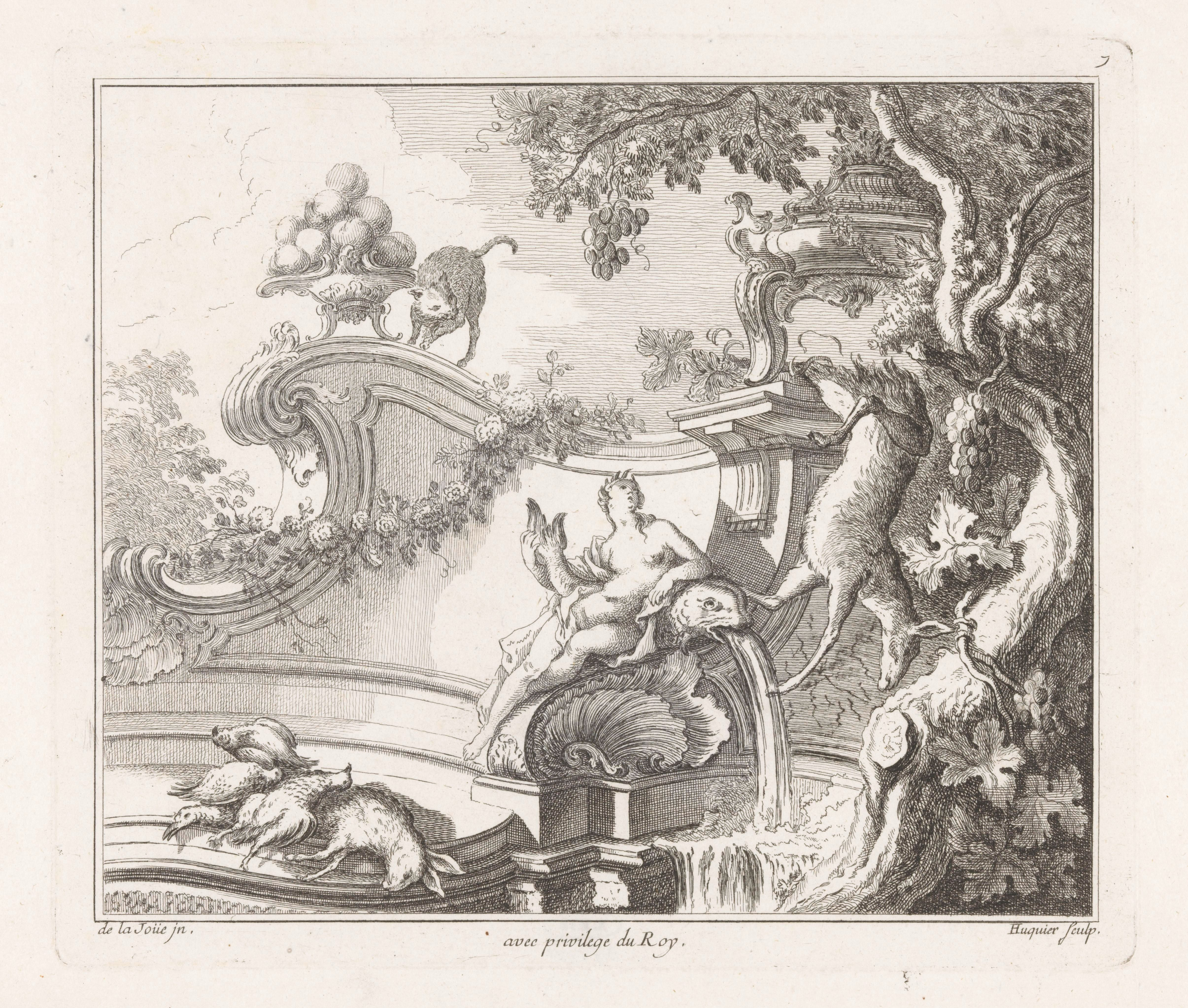
Фонтан с девой и добычей. 1705—1761. Офорт
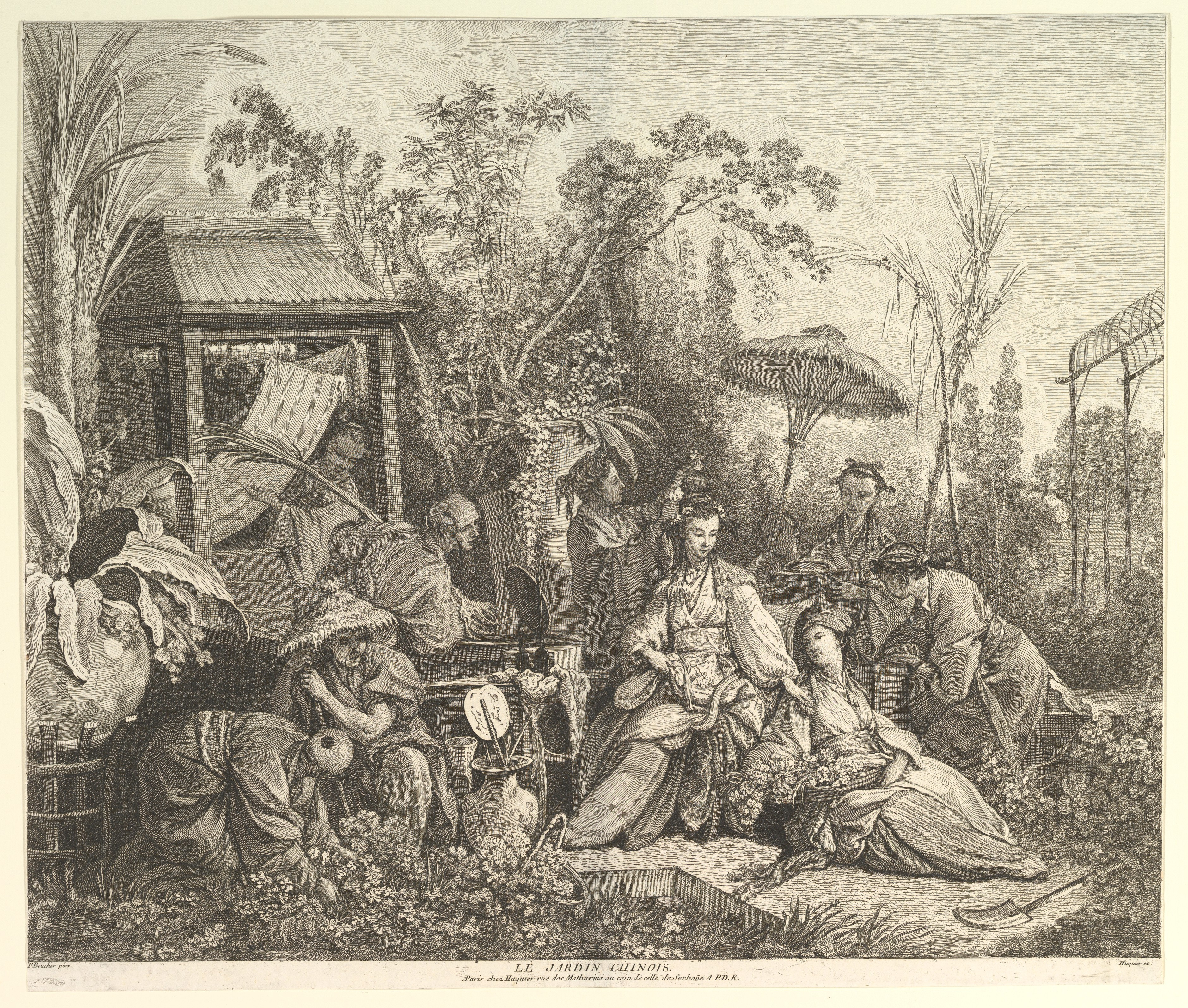
Китайский сад. После 1743 г. Офорт, резец
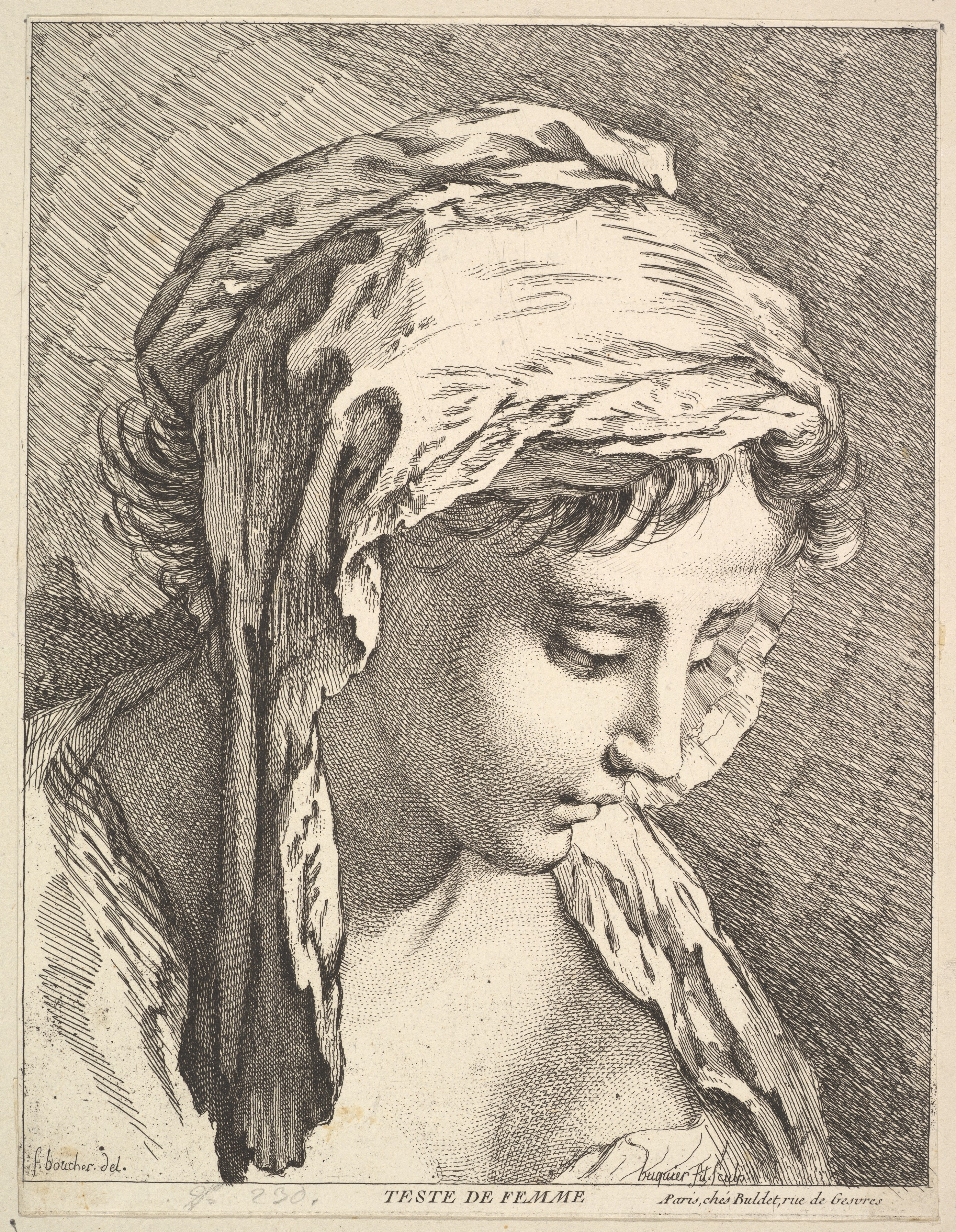
Женская голова. По оригиналу Ф. Буше. 1760-е гг. Офорт, резец
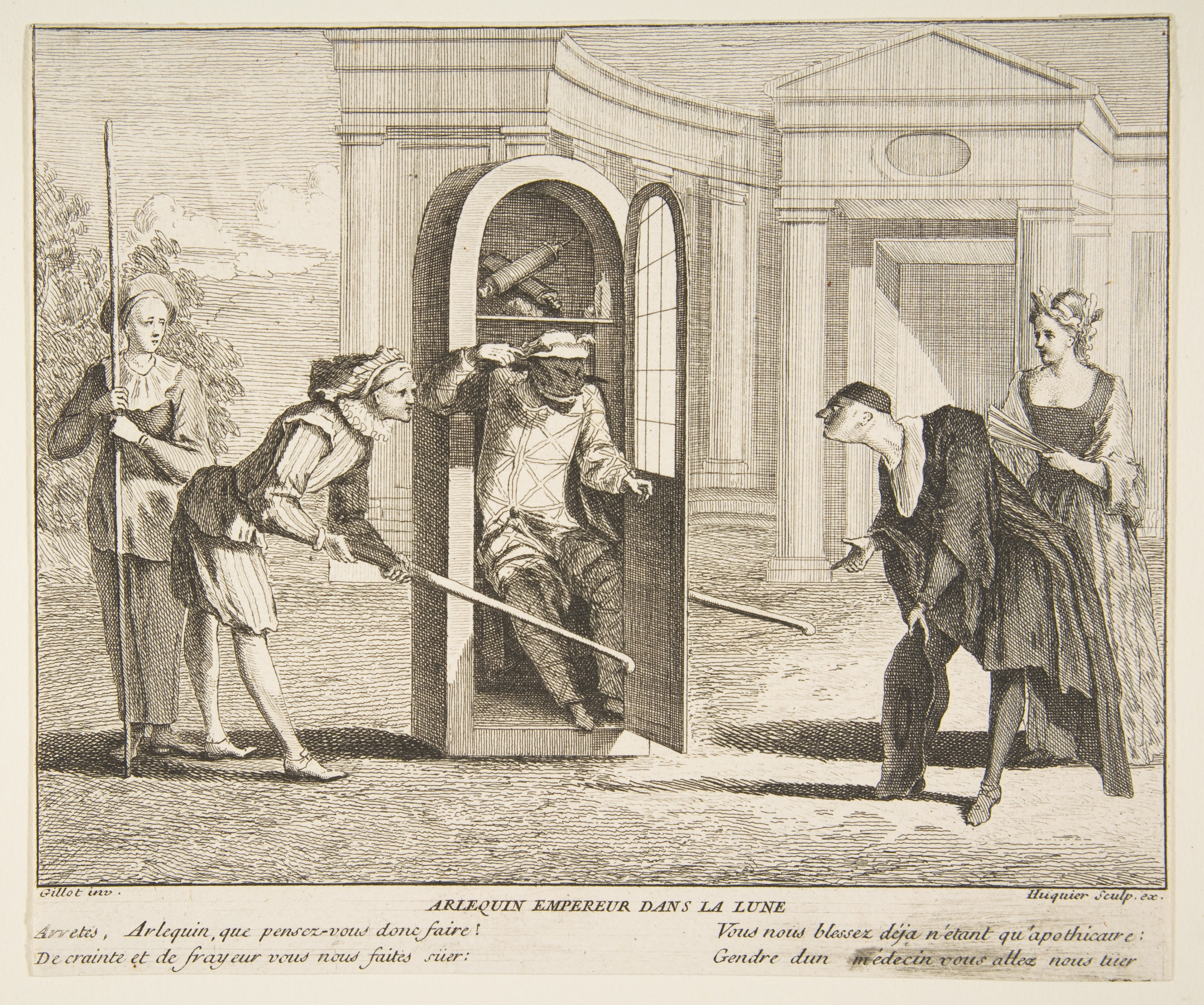
Арлекин — Император луны. По оригиналу К. Жилло. Офорт
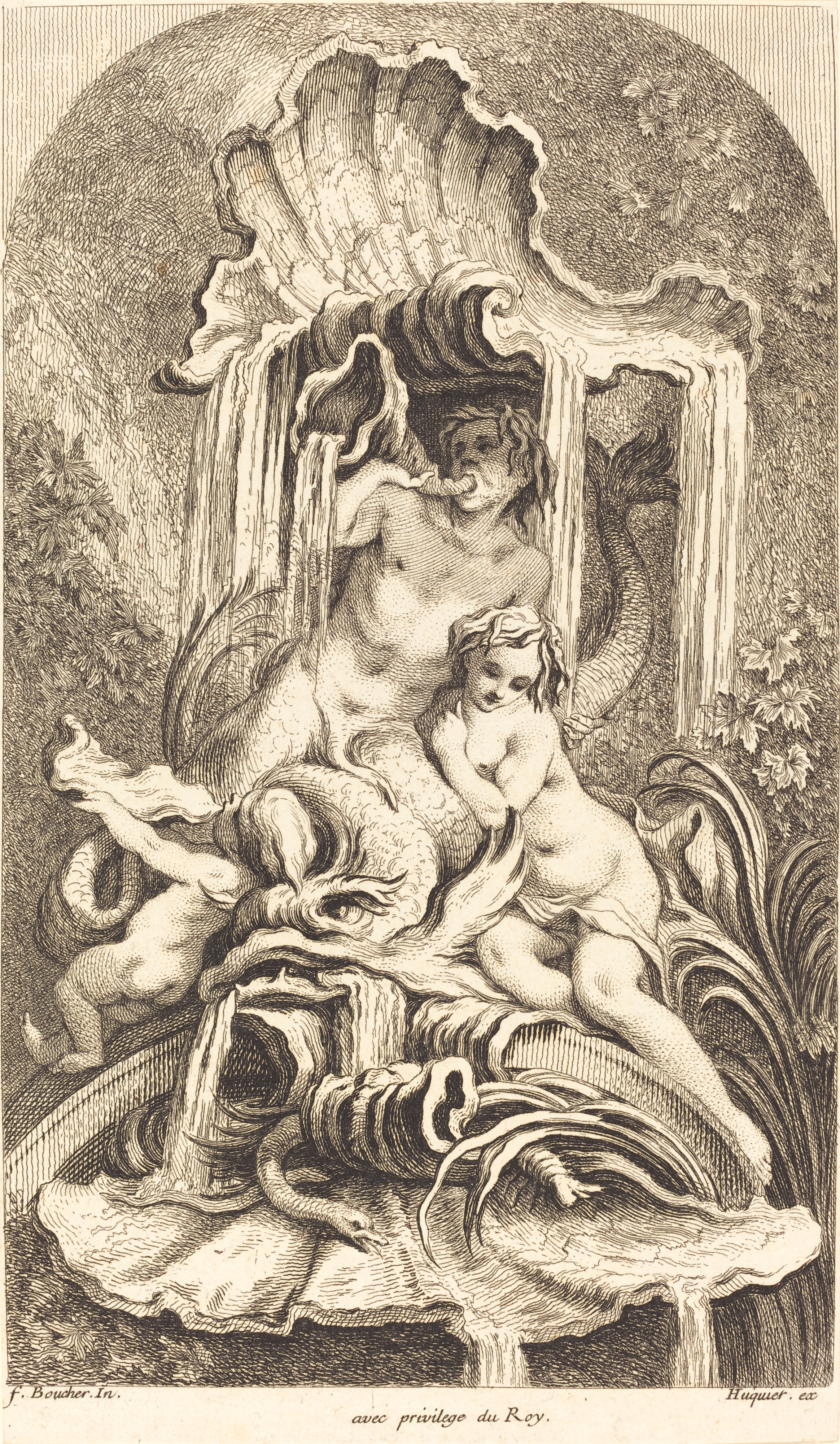
Тритон и нимфа. По оригиналу Ф. Буше. После 1736 г. Офорт